# Riverside Park

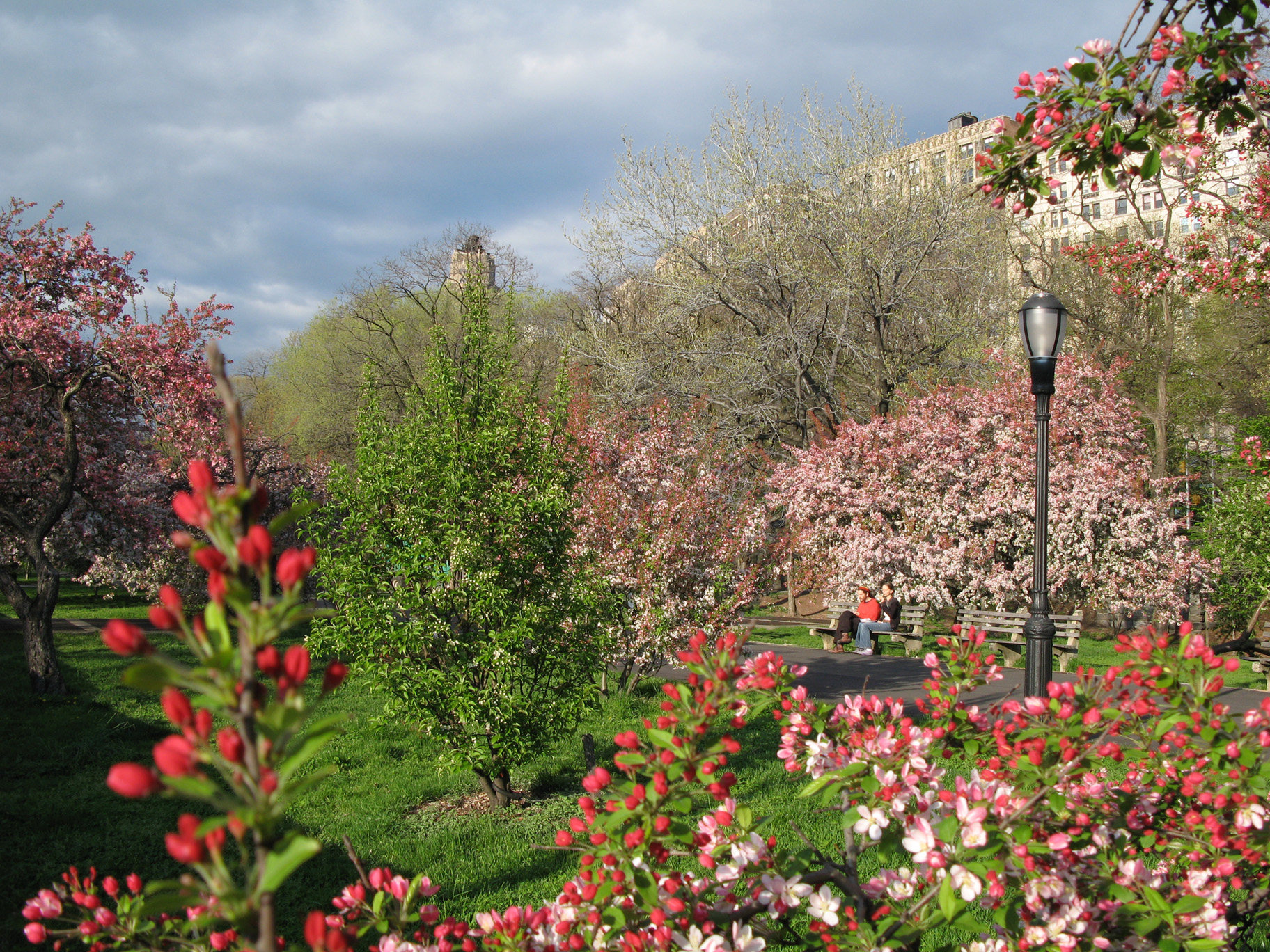
Vista parcial do Riverside Park em uma manhã de primavera

O Riverside Park é um parque situado na porção noroeste de Manhattan, na cidade de Nova Iorque.
Mantido pelo departamento de parques e recreação da cidade de Nova Iorque, o Riverside Park consiste em uma estreita faixa de área verde que se estende por 6 km, margeando o Rio Hudson. Trata-se de um local repleto de plantas e árvores de diferentes espécies. Dentre suas principais atrações de interesse turístico e pontos de lazer, destacam-se as ciclovias, os monumentos e estátuas. bem como quadras públicas destinadas à prática de diversas modalidades esportivas como baseball, voleibol, handebol, basquetebol e tênis.
Dado à presença de vegetação abundante, é comum a presença de animais como esquilos e diversas aves que utilizam o parque como abrigo.